# HMAS Kangaroo
HMAS Kangaroo – australijski stawiacz sieci i okręt pomocniczy z okresu II wojny światowej i powojennego.

## Tło historyczne
W 1937 Royal Australian Navy (RAN) zamówiła trzy stawiacze sieci. Na początku 1938 postanowiono zbudować tylko dwa okręty tego typu, trzeci z nich miał zostać zbudowany jako prototypowy okręt patrolowy (local defense vessel). Nowy typ okrętów miał mieć wyporność około 680 ton i prędkość maksymalną do 15,5 węzłów oraz zasięg wynoszący do 2850 mil morskich. Uzbrojenie statku miały stanowić dwie armaty 4-calowe (102 mm), bomby głębinowe, miał być także wyposażony w sonar. Plany nowego typu okrętu ukończono w lipcu 1938 ale ostatecznie zdecydowano się na budowę trzech stawiaczy sieci. Plany niezrealizowanego typu okrętów stały się punktem wyjścia do nowego projektu jakim były korwety typu Bathurst.

## Historia
Stępkę pod okręt (numer stoczniowy 141) położono 15 listopada 1939 w stoczni Cockatoo Docks and Engineering Company na Cockatoo Island, wodowanie odbyło się 4 maja 1940. Matką chrzestną okrętu była pani M.W.S. Boucher, żona jednego z członków Naval Board. Okręt należał do typu Kangaroo, określanego także jako zmodyfikowany typ Bar. „Kangaroo” wszedł do służby 27 września 1940, jego pierwszym dowódcą był lieutenant Leslie C. Parnell.
Wyporność okrętu wynosiła 773 tony. Mierzył 178 stóp i 9 cali długości (55,48 m), 32 stopy i 1,25 cali szerokości (9,78 m), miał 17 stóp i 1,5 cala (5,21 m) zanurzenia. Napęd stanowiła maszyna parowa potrójnego rozprężania o mocy 765 IHP opalana olejem i pojedyncza śruba. Maksymalna prędkość wynosiła 11,1 węzła. Zasięg przy prędkości 11 węzłów wynosił 3040 mil morskich. Początkowo „Kangaroo” był uzbrojony w pojedynczą armatę 12-funtową (76,2 mm), karabin maszynowy Lewis (7,7 mm), karabin maszynowy Vickers (7,7 mm) oraz dwa karabiny maszynowy typy Marlin (7,62 mm). W późniejszym czasie został przezbrojony w działko Bofors 40 mm i dwa pojedyncze działka Oerlikon 20 mm. Załogę stanowiły 34 osoby - dowódca, 6 oficerów i 27 marynarzy.
„Kangaroo” przybył do Darwin, gdzie służył przy tamtejszej zaporze sieciowej (najdłuższej na świecie) do 14 marca 1942.
Okręt był obecny w Darwin w czasie japońskiego nalotu 19 lutego 1942, podobnie jak inne znajdujące się w zatoce statki i okręty został ostrzelany przez japońskie samoloty, od kul zginął jeden marynarz. Już po ataku wszystkie znajdujące się wówczas w zatoce stawiacze sieci („HMAS „Kara Kara””, „Kangaroo”, „Karangi”, „Kiara”, „Kookaburra” „Koolama” i „Koolinda”) ruszyły na pomoc uszkodzonym i tonącym statkom, ratowały między innymi marynarzy z tonącego amerykańskiego niszczyciela USS „Peary” i płonącego zbiornikowca „British Motorist”.
Po ataku lekko uszkodzony okręt popłynął do Brisbane, gdzie przeszedł remont w dniach 1 kwietnia do 20 maja 1942 i powrócił do Darwin gdzie ponownie rozpoczął służbę przy zaporze sieciowej 5 czerwca 1942. W wyjątkiem krótkiej podróży na Timor we wrześniu 1945 okręt kontynuował służbę w Darwin do końca 1945.
Za służbę w okresie II wojny światowej okręt otrzymał battle honour „Darwin 1942-43”.
W styczniu 1946 okręt odwiedził Port Moresby i powrócił do Darwin aby w 1946 udać się do Sydney gdzie po kolejnym remoncie został włączony do 20th Minesweeping Flotilla (20 Flotylli Trałowej) działającej w okolicach Nowej Gwinei i Wysp Salomona. Okręt służył w różnych rolach do 15 września 1955 w którym to dniu został wycofany do rezerwy i przeklasyfikowany jako net laying ship. Przycumowany w bazie rezerwy w Sydney służył także jako hulk.
28 sierpnia 1967 został sprzedany za 10.500 funtów firmie Hurley and Dewhurst z Sydney, która go złomowała. Pusty kadłub statku został zatopiony w Homebush Bay.